# Lilith Verstrynge
Verstrynge  Revuelta est un nom espagnol. Le premier nom de famille, en général paternel, est Verstrynge ; le second, en général maternel, souvent omis, est Revuelta.
Lilith Verstrynge Revuelta, née le 7 juillet 1992 à Madrid, est une femme politique espagnole, également de nationalité française, membre de Podemos.
Elle est assistante parlementaire auprès des députés européens de Podemos entre 2016 et 2020, puis rejoint le cabinet ministériel de Pablo Iglesias au ministère des Droits sociaux. En 2021, la nouvelle secrétaire générale de Podemos Ione Belarra la nomme secrétaire à l'Organisation du parti, puis en fait sa secrétaire d'État à l'Agenda 2030 au ministère des Droits sociaux.
Lors des élections générales anticipées du 23 juillet 2023, elle est élue députée de Barcelone au Congrès des députés. Elle renonce à son mandat et à ses fonctions au sein de Podemos en janvier 2024.
Son père est Jorge Verstrynge, ancien cadre de l'Alliance populaire.

## Biographie
Lilith Verstrynge Revuelta naît le 8 juillet 1992 à Madrid. Elle est la fille de l'homme politique Jorge Verstrynge (ancien député et secrétaire général de l'Alliance populaire dans les années 1980, devenu conseiller du parti Podemos) et de Mercedes Revuelta, militante de la plateforme des victimes du crédit hypothécaire, une association pour le droit au logement. Elle grandit dans une zone résidentielle de l'arrondissement de Salamanca à Madrid. Elle est également de nationalité française.
Élève au lycée français de Madrid elle déménage à Paris à l'âge de dix-sept ans pour suivre une licence d'histoire à l'université Paris-Diderot (Paris-VII). Elle poursuit ses études à l'université Sorbonne-Nouvelle (Paris-III), en études européennes, avant d'obtenir un master en relations internationales dans la même université, conjointement avec l'université Louis-et-Maximilien de Munich.
En France, elle travaille comme directrice de publication pour le média d'opinion et d'analyse politique Dispara Magazine, puis responsable de la section politique du Vent Se Lève et comme collaboratrice au quotidien El Salto.
Son engagement politique commence notamment en France, avec La France insoumise, tandis qu'elle suit à distance le mouvement des Indignés. En 2016, après un stage de master auprès de la députée européenne Tania González, de Podemos, elle est embauchée comme assistante parlementaire d'Estefanía Torres au Parlement européen. Elle est reconduite en 2019 dans l'équipe de la délégation de Podemos. Début 2020, elle rejoint le cabinet de Pablo Iglesias, deuxième vice-président du gouvernement espagnol, avec pour mission de coordonner la communication des ministères relevant d'Unidas Podemos. Elle se présente aux élections à l'Assemblée de Madrid de mai 2021, figurant à la 14e place de la liste d'Unidas Podemos, dirigée par Pablo Iglesias, mais n'est pas élue, la liste ne remportant que dix sièges.
Au sein du parti Podemos, elle est d'abord responsable de la transition écologique à partir de mai 2020. Puis, à la suite de la quatrième assemblée citoyenne qui voit Ione Belarra prendre la tête du parti en juin 2021, elle remplace Alberto Rodríguez comme secrétaire à l'Organisation et devient donc numéro trois du parti. Elle est la première femme à occuper cette fonction,.
En juillet 2022 elle est nommée secrétaire d'État à l'Agenda 2030, la plus jeune de la période démocratique en Espagne, par Ione Belarra, ministre des Droits Sociaux,, à l'occasion d'un remaniement de son cabinet ministériel qui voit la présence de Podemos renforcée au sein du gouvernement. Elle prend ainsi la suite d'Enrique Santiago, également secrétaire général du Parti communiste d'Espagne et proche de Yolanda Díaz à la tête du mouvement Sumar, dans un contexte de tension entre Podemos et ces partis.
En juillet 2023, elle est élue députée lors des élections générales avec quatre autres membres de Podemos, élus dans le cadre de la coalition Sumar. Lilith Verstrynge occupe le poste de secrétaire d’État jusqu'à la formation du gouvernement Sánchez III fin novembre 2023, où elle est remplacée par Rosa Martínez qui prend la tête d'un secrétariat d’État aux compétences élargies.
Elle annonce le 26 janvier 2024 renoncer à ses responsabilités au sein de Podemos et à son mandat de députée au Congrès, qui reviendra à Candela López, de Catalogne en commun (CatComú). En conséquence, Podemos ne comptera plus que quatre députés. Bien qu'elle n'explicite pas les raisons de son retrait, les réactions sur X de Ione Belarra et Irene Montero laissent entendre qu'il serait lié à des problèmes de santé. Cependant, le 26 mai, à l'occasion d'un entretien partagé par le journaliste Antonio Maestre, Jorge Verstrynge révèle qu'elle a abandonné la politique en raison de désaccords avec la stratégie de la direction de Podemos.
Elle commence à collaborer avec le journal El País en mai 2024 et Le Monde diplomatique en avril 2025.